# Октябрьский (аэропорт)
Октябрьский — бывший аэропорт одноимённого города в Башкортостане. Основан в 1962 году. Расположен в 7 километрах юго-западнее города на территории Татарстана. Его директором был Николай Иванович Дегтярь.
До 1993 года аэропорт принимал воздушные суда 3 класса (Ан-24, Як-40), выполнялись регулярные рейсы в города: Москва, Казань, Уфа, Самара, Нефтекамск, Стерлитамак, Нижневартовск, Стрежевой, Сургут и другие.
Используется с 1998г как спортивный аэродром «Октябрьским авиационно-техническим аэроклубом ДОСААФ России им Б. Г. Зарипова».
На аэродроме выполняются ознакомительные и спортивно-тренировочные прыжки с парашютом, обучение пилотированию самолета Ан-2.